# Christian Wulf
Christian Wulf (* 18. September 1959 in Hamburg) ist ein deutscher Kampfkünstler und Trainer. Er ist persönlicher Schüler von Al Dacascos, Trainer des Dacascos-Showteams und seit 2015 Träger des 9. Meistergrades im Wun Hop Kuen Do. Seit 1984 leitet er eine Kampfsportschule in Hamburg-Barmbek.
Christian Wulf begann im Alter von fünf Jahren mit dem Judotraining. 1974 wechselte er zum Wun Hop Kuen Do, das er direkt vom Erfinder dieses Stils, Al Dacascos, lernte. In den folgenden Jahren nahm er an mehreren deutschen und internationalen Turnieren im Karate und Kickboxen teil und errang einige Siege.
1982 führte ihn das Karate Illustrated Yearbook auf Platz 5 der Weltrangliste in den Disziplinen Formen und Waffenformen. 

## Sportliche Erfolge
- 1977: Deutsche Karate-Mannschaftsmeisterschaft der Senioren der DKU (Deutsche Karate-Union)
- 1978: Europameister der WAKO (World Association of Kickboxing Organizations)[1]
- 1978: Sieger der International Long Beach Championships in den Disziplinen Formen und Waffenformen.
- 2004: Weltmeistertitel in den Waffenformen der WKA/IAKSA
- 2015: Verleihung des 9. Meistergrades im WHKD/Kajukenbo und der Titel „Grand Master“.